# Nordique (race bovine)
Pour les articles homonymes, voir Nordique.

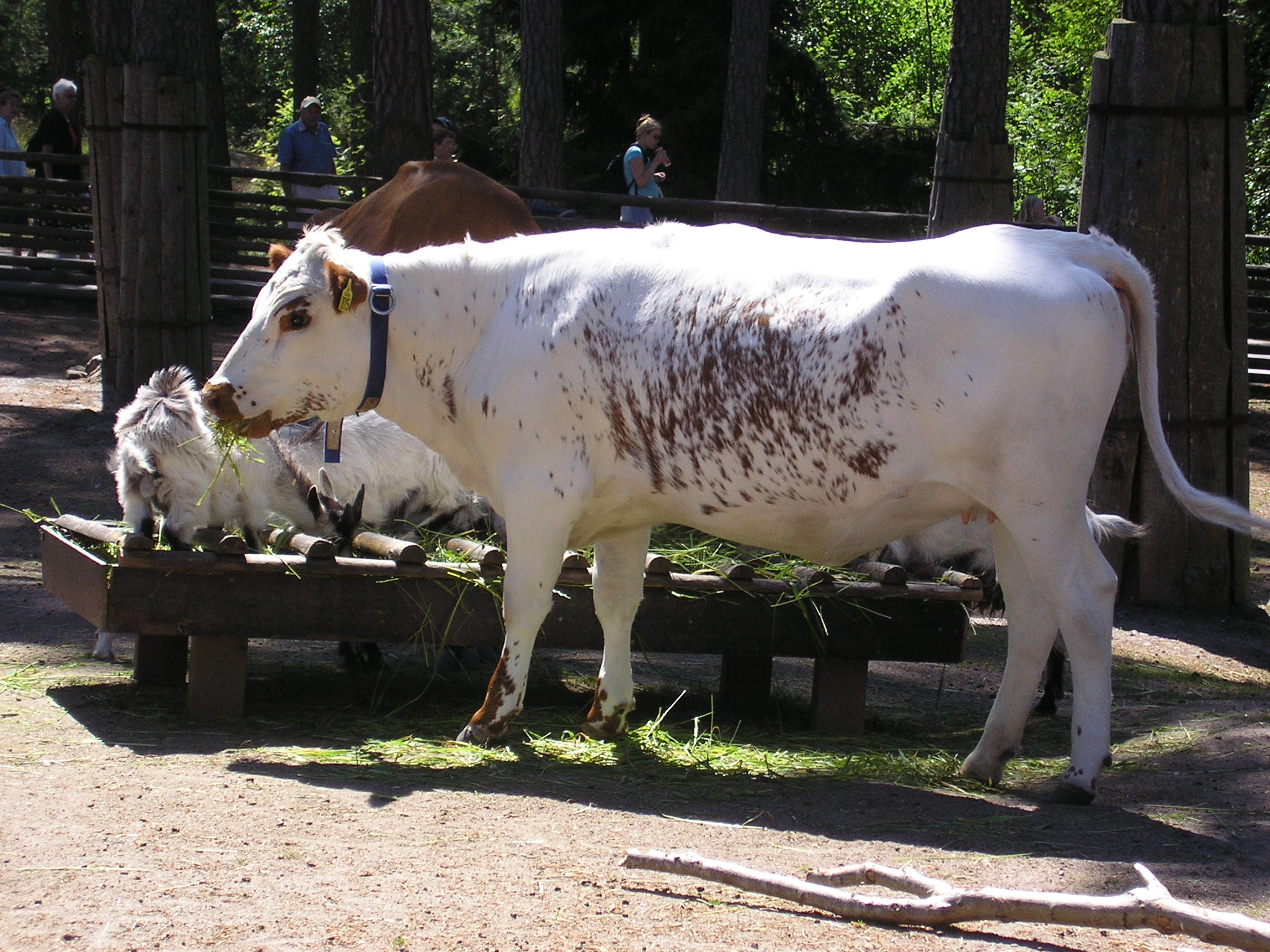
Fjall dans un zoo suédois.

Le rameau nordique est un ensemble de races bovines issues de la même origine de peuplement en Scandinavie. Sa diffusion s'est faite par les Vikings, puis par les royaumes nordiques.

## Caractéristiques communes
- Robe pie (tachetée sur fond blanc) de marron ou noir ou bringué, mélange des deux. Les taches ont des contours diffus. Les taches se répartissent sur les flancs. La ligne dorsale, les fesses, le ventre et les pattes restent blancs. Certains individus ou races peuvent être presque totalement blancs ou presque entièrement colorés.
- Muqueuses foncées.
- Races à production laitière, la production dépasse rarement 5000 kg / an, mais le lait est riche; il dépasse couramment les 4 % de taux butyreux. Les races originelles de Scandinavie sont essentiellement laitières.
- Races à production bouchères: la viande est de qualité, et le format petit à moyen donne pourtant des carcasses bien formées. Les races qu'elles ont contribué à former au Royaume-Uni ou en France sont bouchères ou mixtes.
- Certaines races ont un pourcentage d'individus sans cornes élevé, allant jusqu'à 60 % des animaux.

## Races apparentées

### Races pures
- Norvège : Télémark, Vestlandsk fjordfe, Dølafe, Sidet tronderfe og nordlandsfe, Vestlandsk raudkolle, Norsk rødt fe, Østlandsk raudkolle
- Suède : Allmogekor, Bohuskulla, Fjall, Pie rouge de Suède, Ringamala, Vänekor

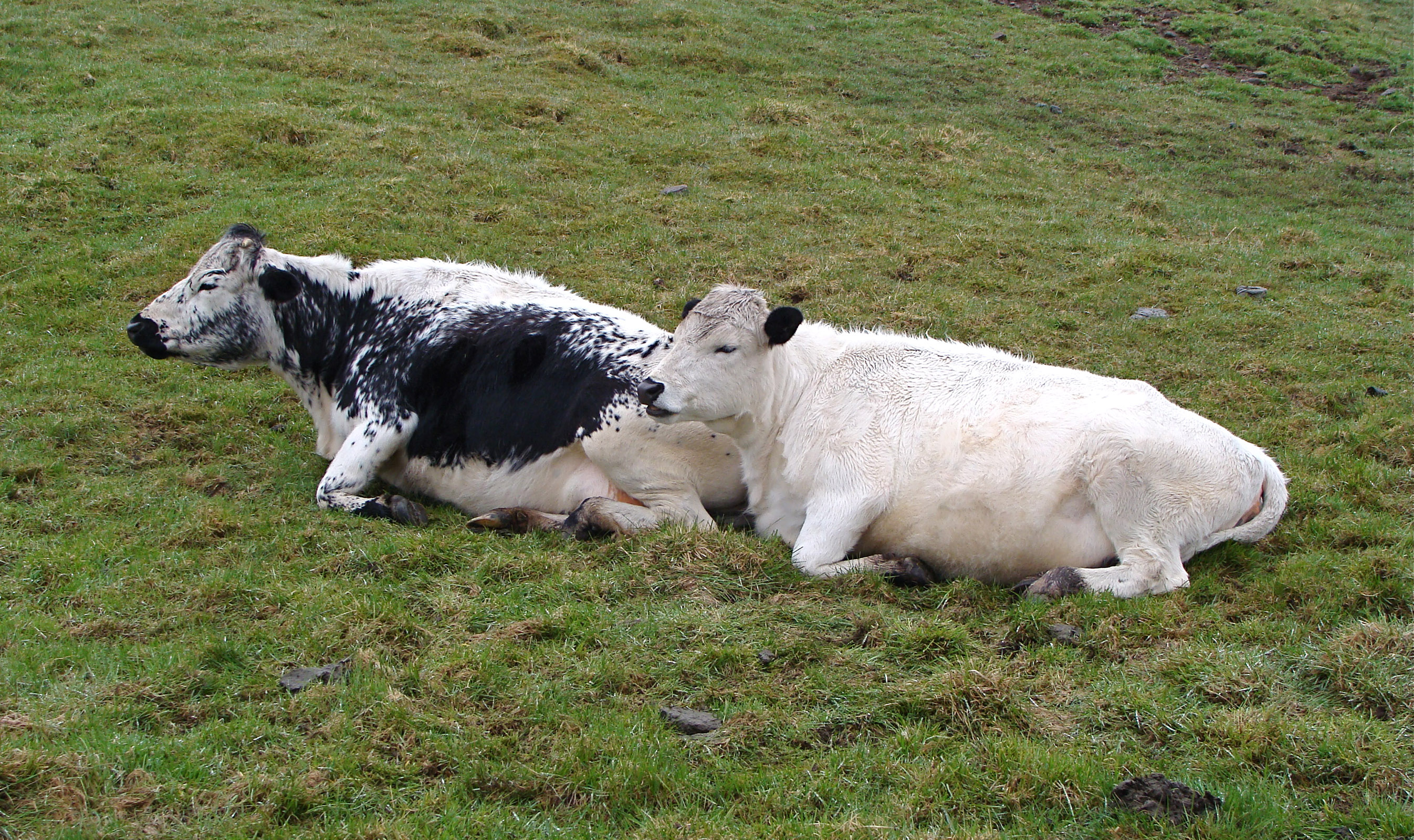
Fjall
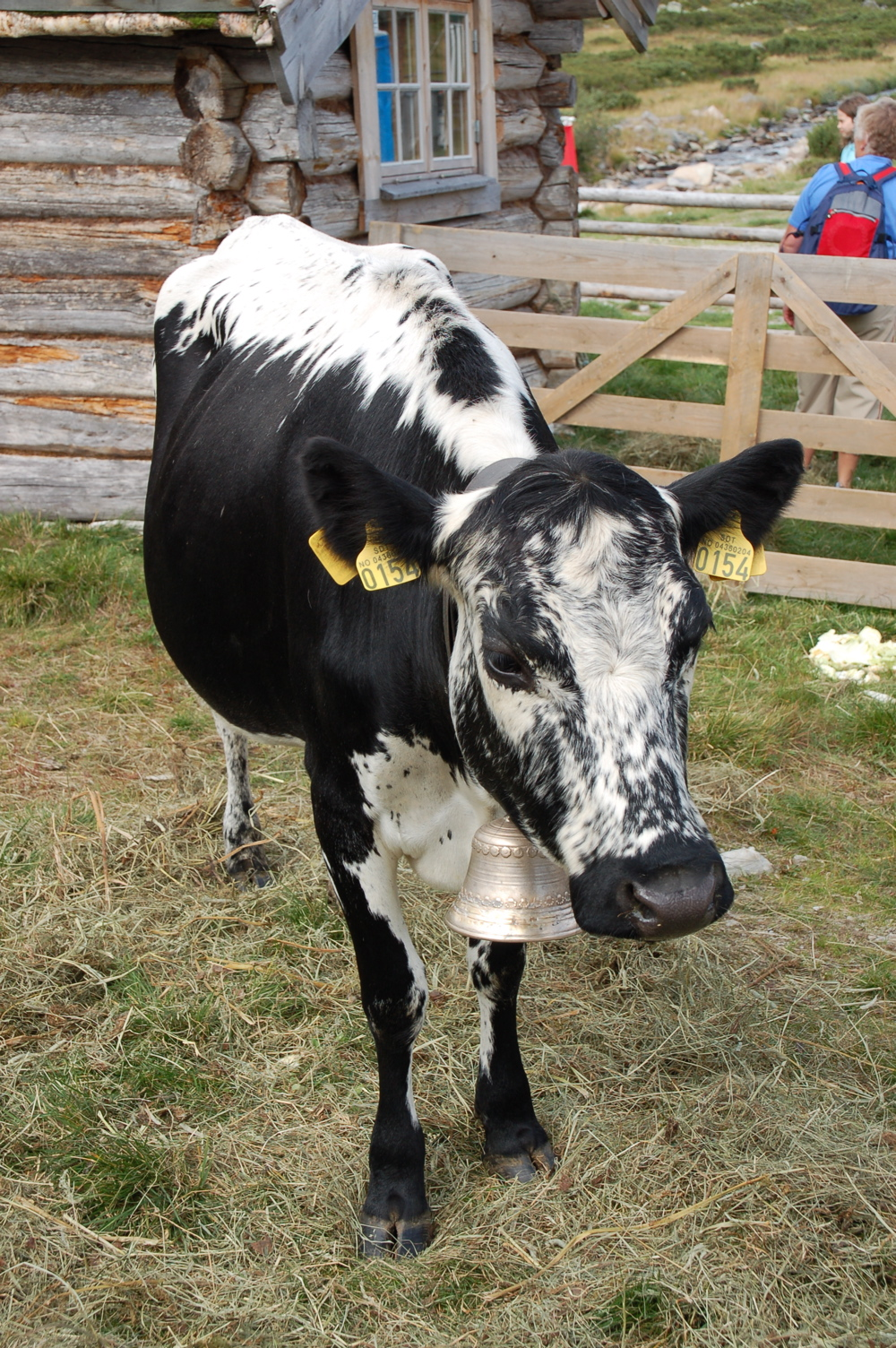
tronderfe og nordlandfe

### Croisements
- France : La Normande en serait issue pour partie, issue de croisements de races locales celtes et de la race des Vikings installés en Normandie au IXe siècle.
- Royaume-Uni : Les races ont contribué à former le rameau sans cornes.
- Allemagne : Des bovins suédois ont été introduits par les armées du roi de Suède au XVIIe siècle lors de la guerre de trente ans. Ils ont donné par croisement, des races en Autriche (Pinzgauer), en France (Vosgienne) ou en Slovénie (Cikato).

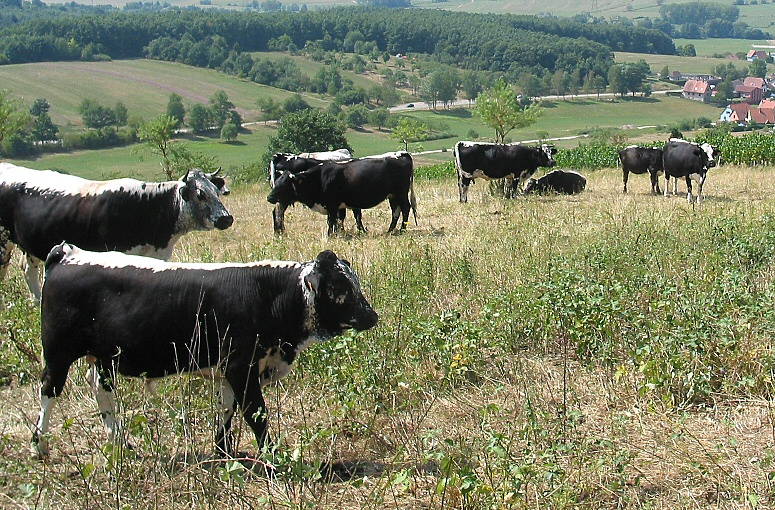
Vosgiennes
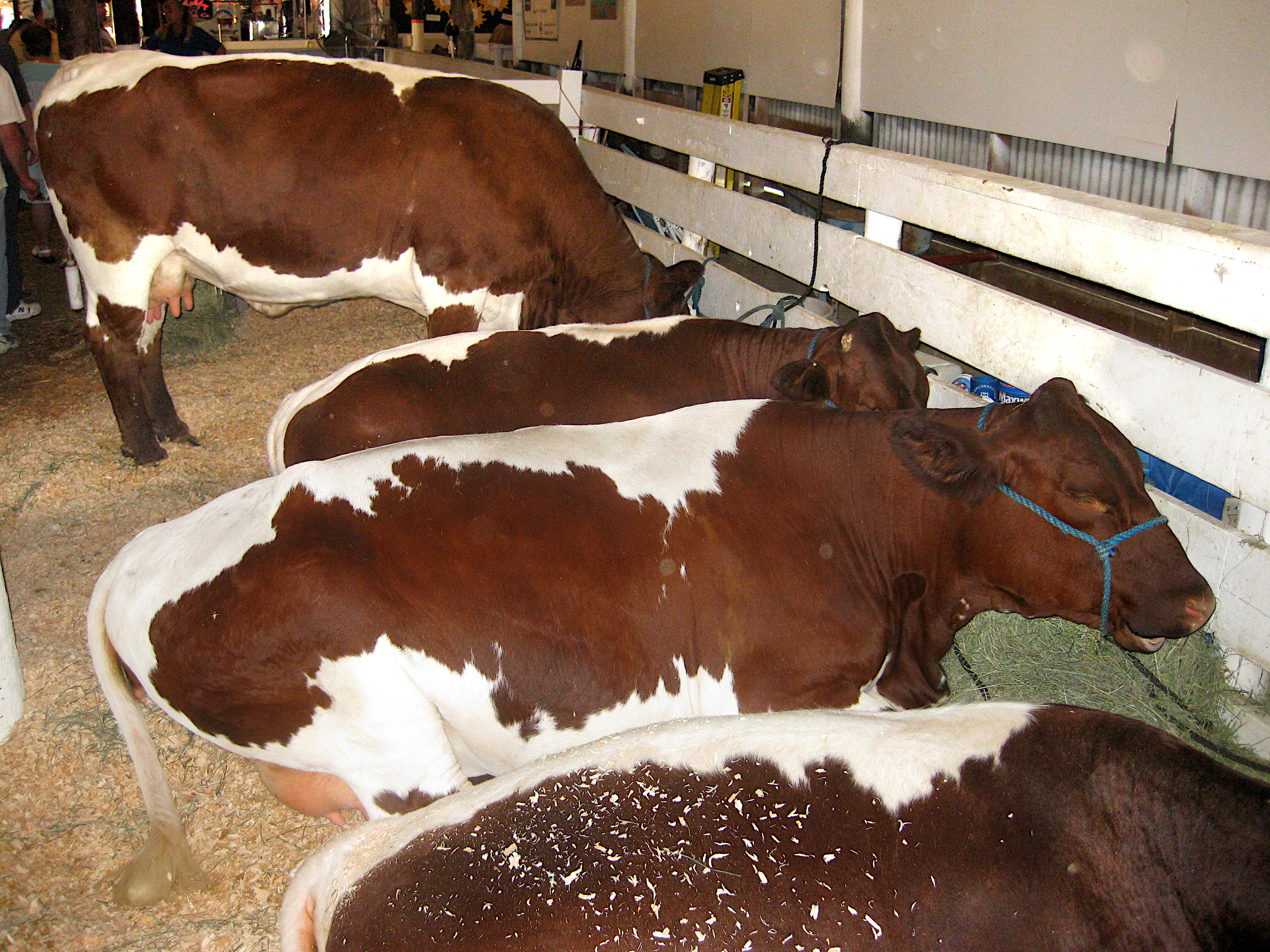
Pinzgauers
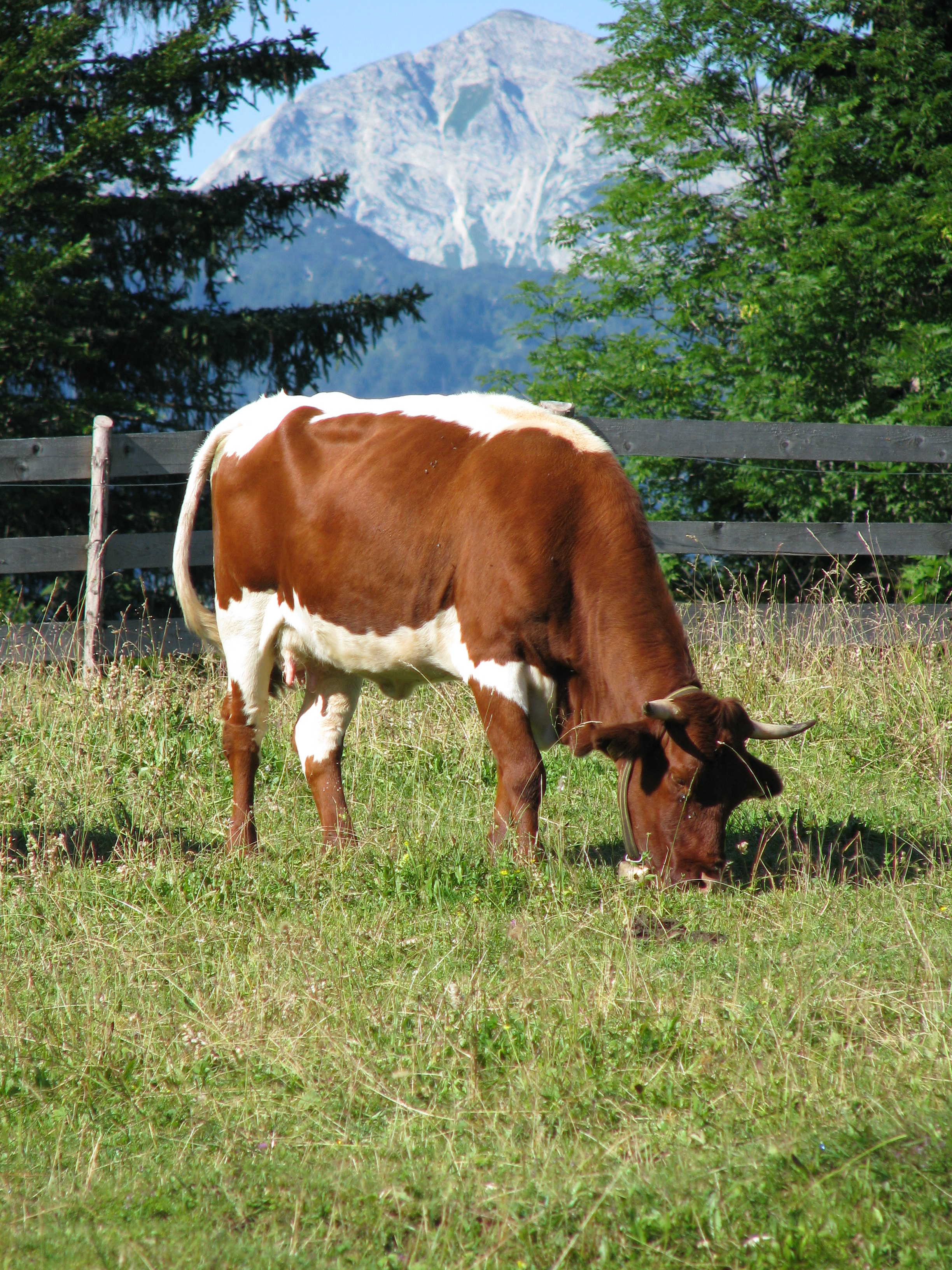
Cikato
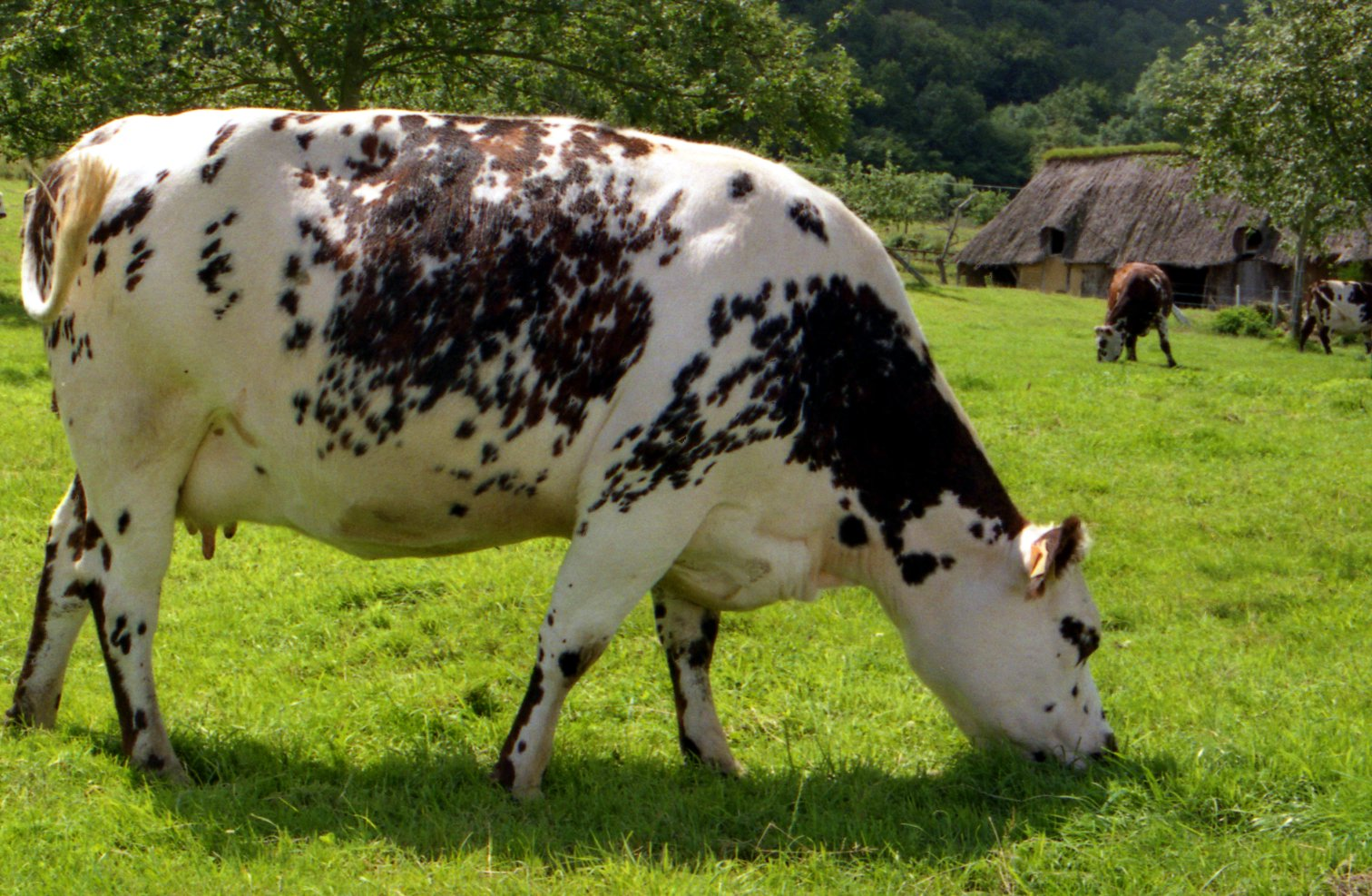
Normandes

## Sources
- Daniel BABO "Races bovines françaises" aux éditions France agricole. (Introduction: les grandes familles bovines en Europe)